# Randall J. Evans
Randall J. Evans  ( n. 1960 ) es un botánico estadounidense, y especialista en flora tropical.
Pertenece al personal científico del Jardín Botánico de Misuri.

## Algunas publicaciones
- 2001. Monograph of Colpothrinax. Palms (formerly Principes) 45 (4)

### Libros
- 1995. Systematics of Cryosophila (Palmae) 70 pp. ISBN 0-912861-46-0

- La abreviatura «R.Evans» se emplea para indicar a Randall J. Evans como autoridad en la descripción y clasificación científica de los vegetales.[1]